# NGC 2746
NGC 2746 (również PGC 25533 lub UGC 4770) – galaktyka spiralna z poprzeczką (SBa), znajdująca się w gwiazdozbiorze Rysia. Odkrył ją William Herschel 10 marca 1790 roku. Jest to galaktyka z aktywnym jądrem typu LINER.